# École hôtelière de Lausanne
A EHL - École hôtelière de Lausanne – é uma escola de gestão hoteleira na Suíça. Esta escola, sistematicamente considerada como a melhor escola hoteleira do mundo, forma alunos cujo objetivo é seguir uma carreira executiva na indústria hoteleira.
O seu campus está situado em Le Chalet-à-Gobet, a oito quilómetros do centro de Lausanne. Presentemente, esta escola acolhe mais de 2.600 alunos originários de 107 países.
A EHL é membro do EHL Group, fundado em 2015, e dedica-se ao ensino de gestão hoteleira. Esta reorganização teve como finalidade promover uma gestão transparente e facultar parcerias com o estrangeiro.

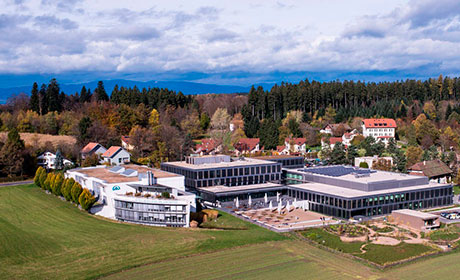
Bird's eye view

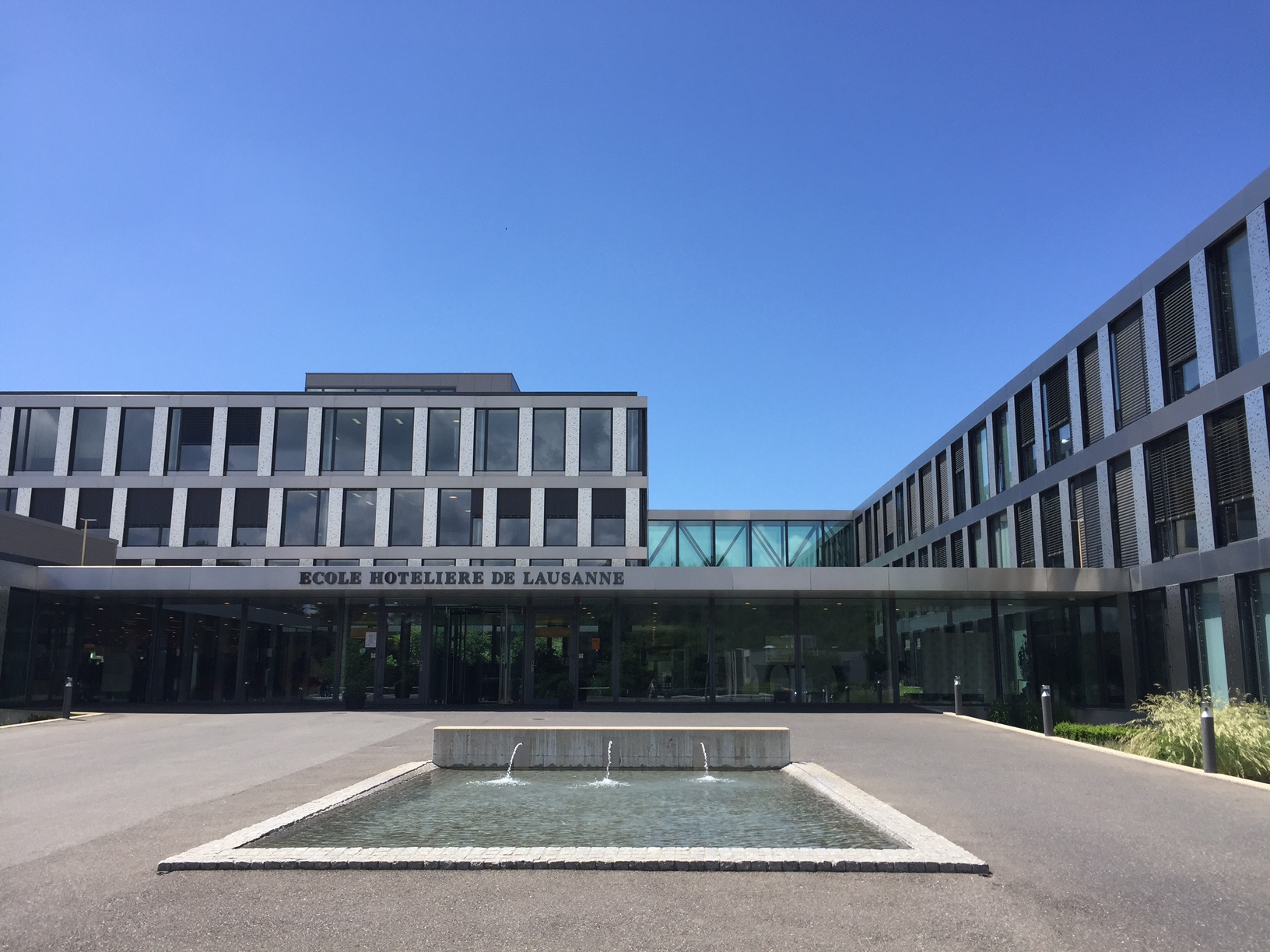
Main entrance

## História
Fundada em 1893 por Jacques Tschumi, a École hôtelière de Lausanne é a primeira e mais antiga escola do mundo. Abriu durante o boom turístico na Suíça, no final do século XIX, em resposta a uma elevada procura de pessoal especializado e qualificado.
Desde 2001, a EHL tem um programa EMBA (Executive Master in Hospitality Administration) de pós graduação em gestão hoteleira pela University of Applied Sciences and Arts of Western Switzerland (HES-SO).

## Ensino
Profissionais consideram a EHL como a melhor escola do mundo na formação de executivos para indústria de hotelaria.
A EHL prepara seus alunos para ocuparem posições de quadros superiores internacionais no sector através de quatro programas:
- O Bachelor of Science in International Hospitality Management (lecionado em inglês ou francês), que inclui um ano preparatório de imersão na indústria hoteleira, três anos de estudos sobre tópicos relativos a gestão, dois estágios de seis meses (frequentemente no estrangeiro) e um projeto final de consultoria de dez semanas;[16][17]
- O Master of Science in Global Hospitality Business, programa de três semestres em associação com a Hong Kong Polytechnic University e a University of Houston, com cursos lecionadas em Lausanne (Suíça), Hong Kong (China) e Houston (Estados Unidos);[18]
- O Executive MBA in Hospitality Administration, programa de pós-graduação de doze meses em gestão hoteleira;[19][20][21]
- O Master Class em Artes Culinárias, certificado de seis meses focado em aspetos avançados das artes culinárias, tais como cozinha internacional, gastronomia e panificação.[22][23]

A EHL oferece assistência financeira a alunos talentosos que não disponham dos recursos financeiros necessários para se matricularem.
Os alunos, funcionários e professores seguem as normas EHL de vestuário, consideradas como uma mais-valia para desenvolvimento do potencial dos alunos.

## Campus

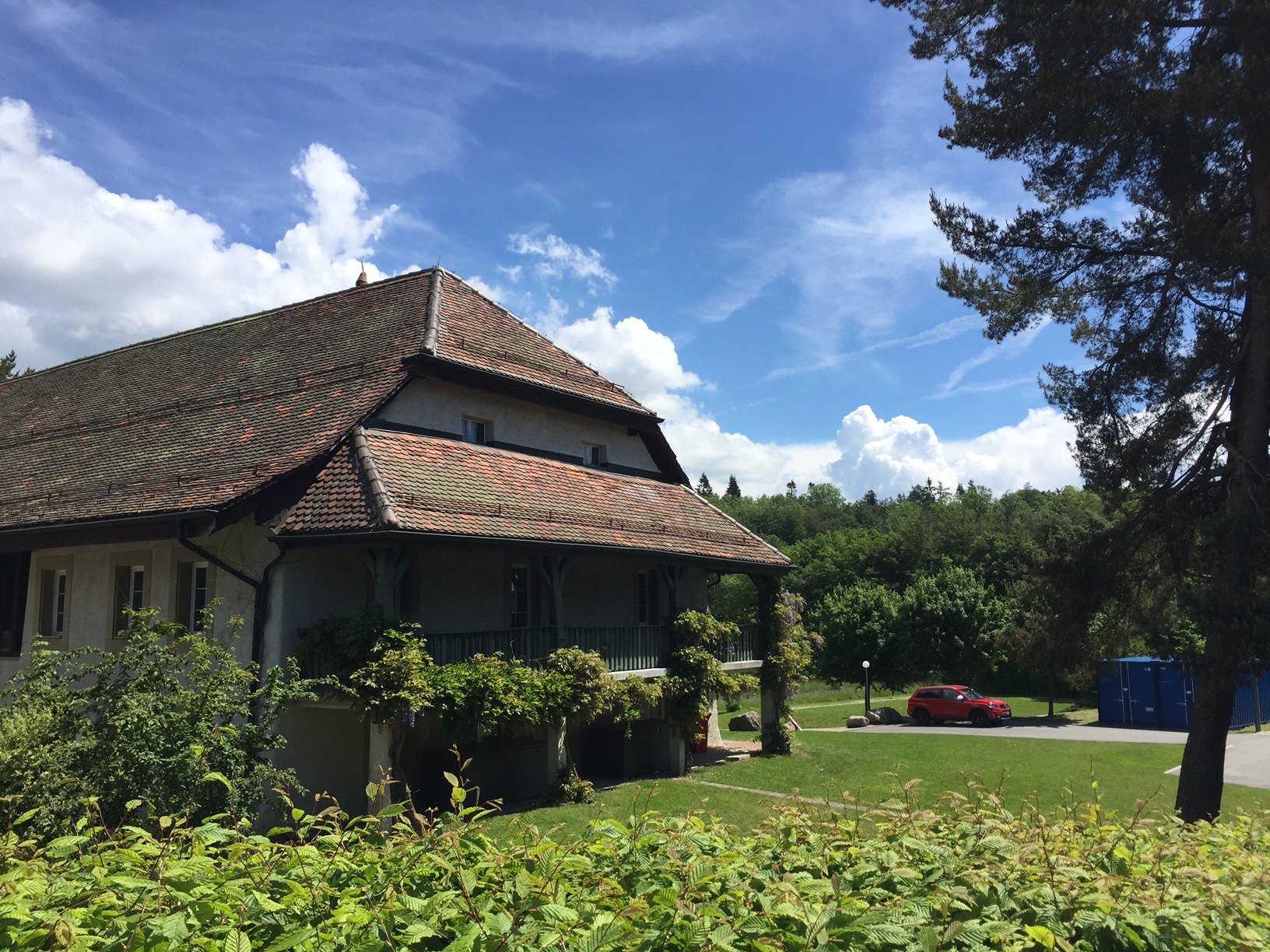
La Ferme Building

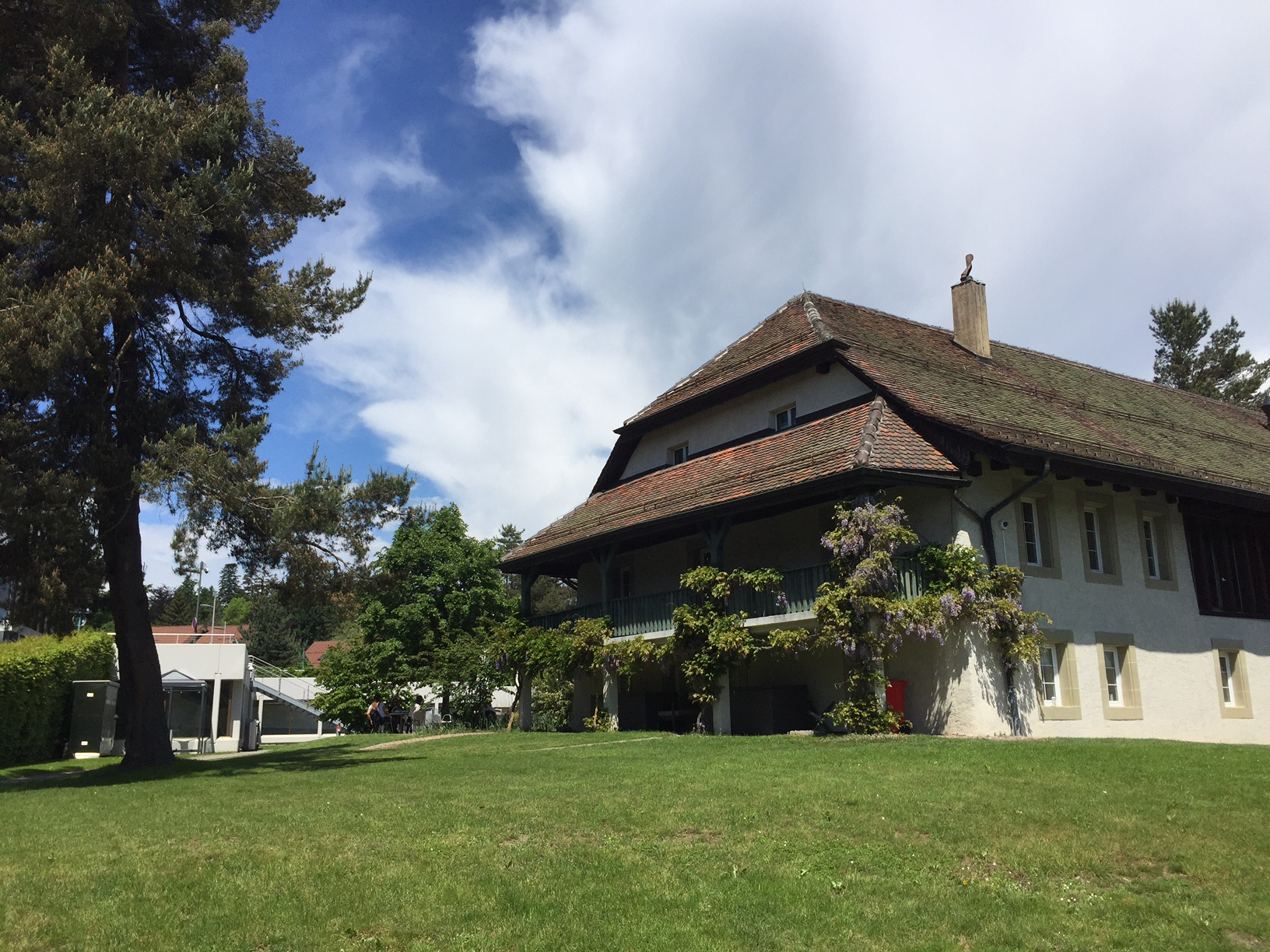
Garden & La Ferme building

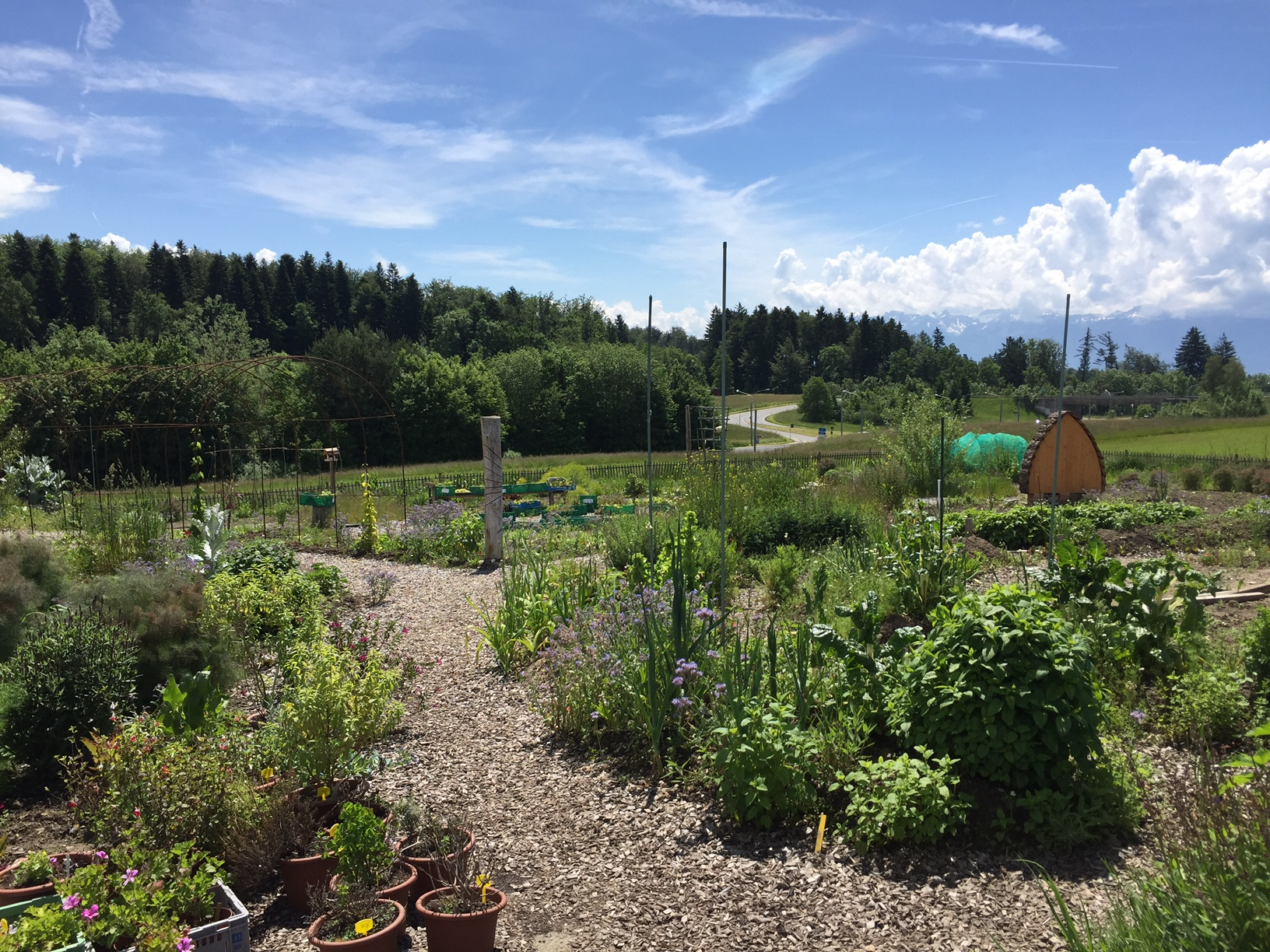
Vegetable Garden

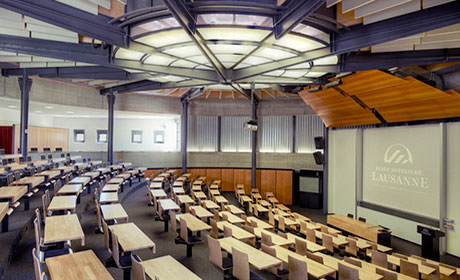
Auditorium Tschumi

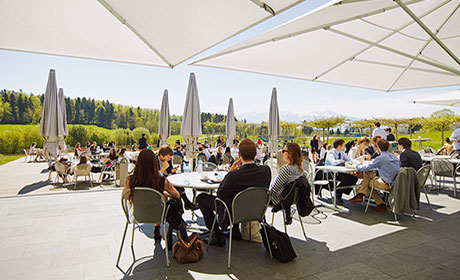
Terrace view

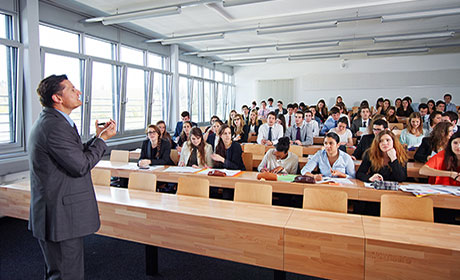
Classroom

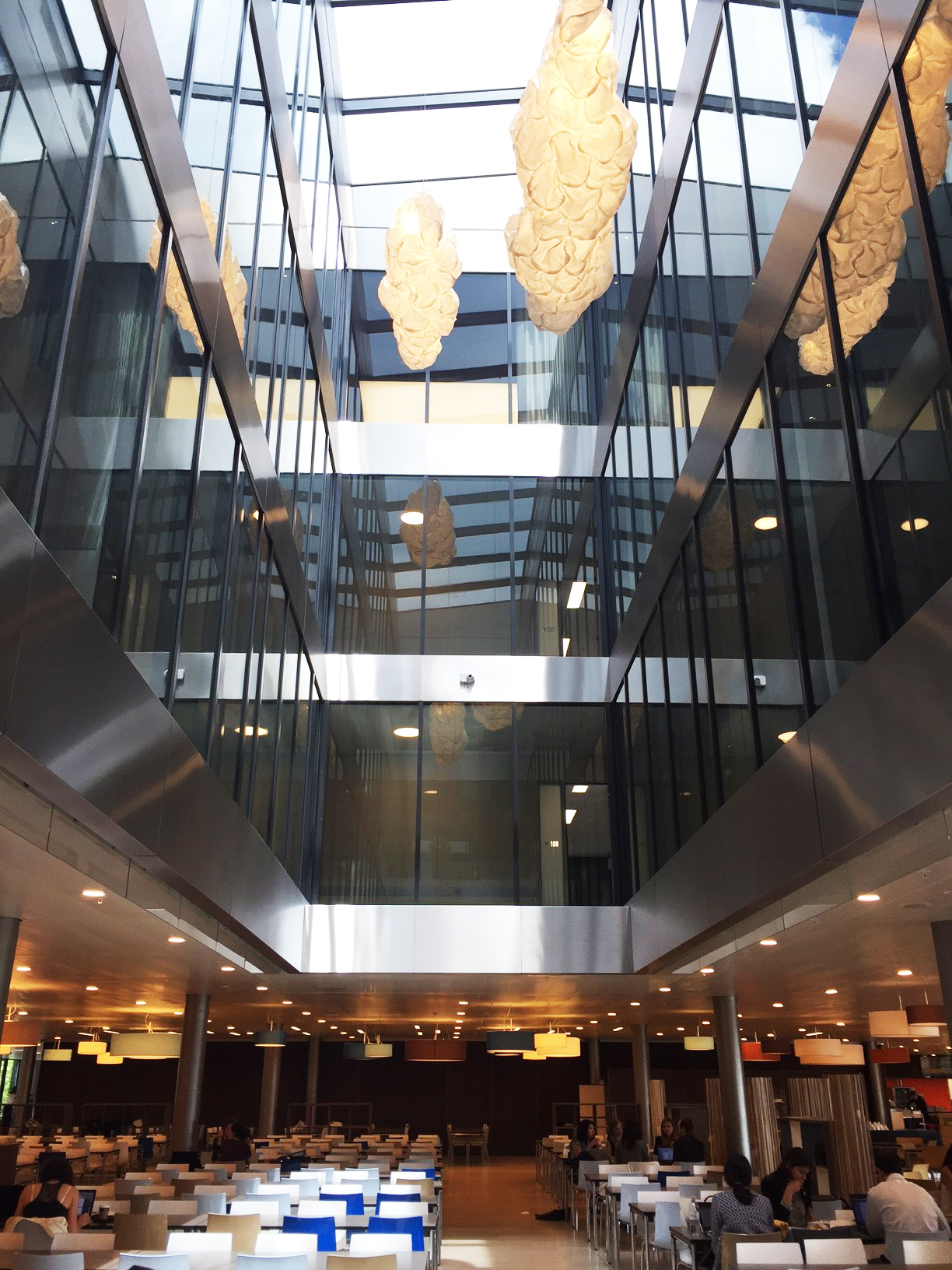
Food Court

O campus da EHL integra vários restaurantes-escola para alunos que frequentam o ano preparatório, incluindo o Berceau des Sens, restaurante gourmet aberto ao público e reconhecido pelo guia Gault Millau. Possui também vários bares, 48 salas de aula, auditórios, uma biblioteca, salas de estudo, uma sala de prova de vinhos, uma cafetaria, uma boutique, um edifício histórico, zonas de esporte e residências de estudantes.
A EHL tem adotado várias iniciativas sustentáveis, incluindo um sistema de gestão de resíduos, uma horta, uma sistema de recuperação de calor para armazenamento a frio, painéis solares e dois veículos elétricos situados no campus.
A EHL iniciou, em 2013, um projecto de ampliação do seu campus através de uma ação de colaboração e troca de ideias que envolveu 385 alunos de arquitetura e design paisagístico, originários de diferentes partes do mundo. O trabalho de preparação terá início no Outono de 2016 e deverá terminar em quatro anos. O custo estimado do projeto é de 226 milhões de francos suíços.

## Vida Estudantil
Os alunos da EHL formaram diversas associações de interesses variados, que incluem esporte, fotografia, alimentação, arte, empreendedorismo e desenvolvimento profissional.

## Candidaturas
Os candidatos ao programa de Bachelor são selecionados após a apreciação de sua documentação de candidatura, assim como através de uma avaliação online por testes analíticos e quantitativos, teste de aptidão hoteleira e uma entrevista online. Caso sejam aceitos, são convidados a passar um dia no campus, última etapa da seleção : visita ao campus, reuniões com um professor ou membro do pessoal e uma atividade de grupo.

## Acreditações
A Ecole hôtelière de Lausanne está acreditada como Instituto superior de Educação pela New England Association of Schools and Colleges (NEASC, E.U.A.). Esta acreditação é uma garantia de que a instituição cumpre com as normas internacionais para o ensino superior, facilitando transferências de créditos e o reconhecimento de graus académicos de instituições americanas.
É a única escola hoteleira na Suíça a oferecer formação em associação com a Universidade de Ciências Aplicadas da Suíça Ocidental (HES-SO), atestando um ensino de alta qualidade e permitindo que as certificações emitidas sejam protegidas pela lei Suíça.
A Agencia Suíça para a Acreditação e Garantia de Qualidade no Ensino Superior (AAQ) reconheceu que o programa do Executive MBA in Hospitality Administration vai ao encontro dos seus padrões de qualidade.

## Rankings
De acordo com um estudo realizado pelo TNS Sofres em 2007, 2010 e 2013 que envolveu gestores e recrutadores provenientes do mundo da hotelaria, a EHL é considerada a melhor do mundo no que respeita à integração profissional de graduados em carreiras internacionais de hotelaria.
Em 2013 e 2014, a EHL foi distinguida como a Melhor Escola de Gestão Hoteleira no concurso internacional dos Worldwide Hospitality Awards.

## Faculdade e Pesquisa
Desde 2014 que o centro de pesquisa da EHL, em parceria com a STR, procurou tornar-se a principal fonte de pesquisa na área de hotelaria internacional. A Cátedra Food & Beverage da EHL, apoiada pelo grupo Saviva de produção e marketing alimentar, tem vindo a estudar as alterações e desafios do mercado da restauração desde 2010. A Cátedra Inovação METRO dedica-se à pesquisa e inovação no sector da hotelaria e restauração.
Da faculdade fazem parte muitos especialistas em gastronomia, incluindo vários Meilleurs Ouvriers de France (MOF).

## Colaboração com a indústria
A EHL integra tendências de mercado e novas tecnologias no seu ensino através de projetos de colaboração com empresas. O Student Business Projects permite a empresas designarem um equipa de estudantes a tempo inteiro para trabalharem um tópico para o qual necessitem de uma solução.
Os alunos podem, todos os anos, comparecer à Feira de Emprego, que decorre nas instalações do campus, o que lhes permite conhecer potenciais empregadores com vista a ofertas de estágios ou de empregos permanentes.
Em 2012 criou-se uma Incubadora de Empresas com vista a apoiar start-ups no sector da hotelaria.
A EHL criou também um Conselho Consultivo Internacional composto por líderes internacionais do sector da hotelaria e ensino, o que permite à escola beneficiar de um feedback direto e das experiências da indústria.

## Parcerias
O EHL Group, através da sua subsidiária, Lausanne Hospitality Consulting (LHC), fornece serviços de consultadoria e formação executiva a partir dos seus escritórios na Suíça, China e Índia. A LHC tem vindo a desenvolver uma rede de escolas certificadas, reconhecendo instituições de excelência. Até à data presente, emitiu certificados EHL às seguintes escolas:
- Escola de Hotelaria Universidade Estácio de Sá, Brasil
- Beijing Hospitality Institute, China
- Hanyang University Hospitality Academy, Coreia do Sul
- Ecole Hoteliere Lavasa, Índia
- Université La Sagesse, Faculty of Hospitality Management, Líbano
- Centro de Estudios Superiores de San Ángel, México
- Dusit Thani College, Tailândia
- Emirates Academy of Hospitality Management, EAU
- King Abdulaziz University Tourism Institute, Arábia Saudita
- Algiers School of Hotel & Restaurant Management, Algeria

Em Novembro de 2013, a EHL efetuou a aquisição da School of Tourism and Hospitality (SSTH) em Passugg, na Suíça, onde se ensina turismo, gastronomia e hotelaria.

## Alumni
A Associação de Antigos Alunos da EHL (AEHL) foi fundada em 1926. Durante o seu primeiro ano de existência, contava com perto de 500 membros, que incluíam os diretores de prestigiados estabelecimentos hoteleiros localizados na Suíça e no estrangeiro. Presentemente, a AEHL conta com uma rede de 25.000 membros ativos em 120 países.
Membros notáveis:
- Bernhard Bohnenberger (1986), President, Six Senses Hotels Resorts Spas
- Peter C. Borer (1975), COO, The Peninsula Hotels and Executive Director, The Hongkong and Shanghai Hotels Limited
- Christopher W. Norton (1980), President, Global Product and Operations, Four Seasons Hotels and Resorts
- Georges Plassat (1972), CEO, Carrefour Group
- Kurt Eduard Ritter (1970), CEO, The Rezidor Hotel Group
- Hans Wiedemann (1978), Managing Director and Delegate of the Board, Badrutt's Palace Hotel
- Christian Clerc (1992), President, Hotel Operations - Europe, Middle East and Africa, Four Seasons Hotels and Resorts
- Nathalie Seiler-Hayez (1995), Managing Director, Beau-Rivage Palace, Lausanne
- Jacky Lorenzetti (1969), Founder, Fonica Group and President, Racing Métro 92 Rugby
- Philippe Durand-Daguin (1965), Founder, Eurent Group
- François Dussart (1990), Managing Director, Beau-Rivage Palace SA
- Philippe Peverelli (1985), CEO, Montres Tudor SA (Rolex group)
- Alain Delamuraz (1988), Vice President and Head of Marketing, Blancpain SA
- Lorenzo Stoll (1996), CEO Suisse Romande, Switzerland
- Mathieu Jaton (1999), CEO, Montreux Jazz Festival
- Arnaud Bertrand (2008), Founder, Housetop
- Dominique Seiler (1990), Head of Talent Acquisition, UBS Switzerland
- Flo Sander (2001), Managing Director, iThink Consulting Group
- Alain Kropf (1990), General Manager, Royal Savoy Hotel Lausanne
- Tomas Feier (1992), General Manager Disneyland Hotel, European Hotel Managers Association
- Christophe Laure (1990), General Manager, InterContinental Le Grand Hotel Paris
- Michel Jauslin (1972), Area Vice President, Hyatt Hotels & Resorts
- Simon Rusconi (1990), Vice President of Operations, Morgans Hotel Group
- Claude Membrez (1990), General Manager, Palexpo
- Andreas Bergmann (1997), CEO, TGV Lyria